# Alegrete Novo Airport
Alegrete Novo Airport (engelska: Gaudêncio Machado Ramos Airport, Alegrete Airport) är en flygplats i Brasilien.   Den ligger i kommunen Alegrete och delstaten Rio Grande do Sul, i den södra delen av landet, 1 800 km sydväst om huvudstaden Brasília. Alegrete Novo Airport ligger 125 meter över havet.
Terrängen runt Alegrete Novo Airport är platt. Närmaste större samhälle är Alegrete, 10,3 km öster om Alegrete Novo Airport.
Trakten runt Alegrete Novo Airport består i huvudsak av gräsmarker. Runt Alegrete Novo Airport är det glesbefolkat, med 12 invånare per kvadratkilometer.